# 9055 Edvardsson
9055 Edvardsson (1992 DP8) là một tiểu hành tinh vành đai chính.